# Столкновение над Нантом
Столкновение над Нантом — авиационная катастрофа, произошедшая в понедельник 5 марта 1973 года, когда в небе близ французского города Нант произошло столкновение двух испанских авиалайнеров — Douglas DC-9-32 авиакомпании Iberia и Convair CV-990-30A-5 авиакомпании Spantax. В результате столкновения DC-9 потерял управление и разбился, а CV-990, несмотря на полученные повреждения, сумел совершить посадку на авиабазе Коньяк-Шатобернар. В результате происшествия погибли 68 человек (все на борту DC-9).

## Самолёты

### Douglas DC-9
Douglas DC-9-32 (обозначение на момент выпуска) с регистрационным номером EC-BII (заводской — 47077, серийный — 148) по имеющимся данным был выпущен 19 июня 1967 года и 14 августа поступил к заказчику — испанской авиакомпании Iberia. 26 августа того же, 1967 года самолёт получил свидетельство о регистрации, а 30 августа — сертификат лётной годности. Два двухконтурных турбовентиляторных двигателя были модели Pratt & Whitney JT8D-7 (наработка левого — 3542 часа 40 минут, правого — 2765 часов 15 минут) с силой тяги 12 600 фунтов (56 кН) каждый. Пассажирская эксплуатация лайнера началась 1 сентября 1967 года, а общая наработка от этой даты составляла 10 852 часа 45 минут и 9452 цикла (полёта). Последняя проверка проводилась в аэропорту Пальма-де-Мальорка перед вылетом в роковой рейс.
Экипаж самолёта состоял из трёх пилотов (включая стажёра) и четырёх стюардов (бортпроводников):
- Командир воздушного судна — Луис Куэто Капелла (исп. Cueto Capella (Luis)). Родился 24 февраля 1936 года в Инфьесто[исп.] (Астурия), женат, отец четверых детей. В авиакомпании Iberia с 8 февраля 1966 года. 11 января 1972 был квалифицирован на командира DC-9. Общий стаж в должности пилота 6612 часов, в том числе 1562 часа в ВВС. Налёт на DC-9 — 823 часа, включая 302 часа за последние 5 месяцев. В Великобританию через Нант с начала 1972 года летал 28 раз. Отдых перед полётом составил 12 с половиной часов[5].
- Второй пилот — Октавио Лафита Руэда (исп. Lafita Rueda (Octavio)). Родился 11 августа 1937 года в Сарагосе, женат, отец троих детей. В авиакомпании Iberia с 11 августа 1969 года. Квалификацию пилота DC-9 получил 25 марта 1970. Общий стаж в должности пилота 3378 часов, в том числе 1500 часов в ВВС[5]. Налёт на DC-9 — 2278 часов, включая 326 часов за последние 5 месяцев. В Великобританию через Нант с начала 1972 года летал 14 раз. Отдых перед полётом составил 12 с половиной часов[6].
- Пилот-стажёр — Виктор Хосе Алькубьерре Камачо (исп. Alcubierre Camacho (Victor José)). Родился 27 декабря 1943 года в Лейде, женат, детей нет. В авиакомпании Iberia с 16 декабря 1971 года. Общий стаж в должности пилота — 950 часов (все на DC-9), включая 292 часа за последние 5 месяцев. В Великобританию через Нант с начала 1972 года летал 30 раз. Отдых перед полётом составил 12 с половиной часов[6].
- Старший стюард — Хосе Гарсия Рамирес (исп. Garcia Ramirez (José)). Родился 31 июля 1931 года в Лусене, женат, отец троих детей. В авиакомпании Iberia с 30 июня 1966 года[6].
- Стюард — Тобирио Херардо Гомес Гутьеррес (исп. Gomez Gutierrez (Tobirio Gerardo)). Родился 16 апреля 1946 года в Вильяфранка-де-ла-Сьерре, холост. В авиакомпании Iberia с 29 марта 1972 года[6].
- Стюард — Антонио Очоа Кампильо (исп. Ochoa Campillo (Antonio)). Родился 17 ноября 1942 года в Мадриде, женат, отец двоих детей. В авиакомпании Iberia с 30 октября 1971 года[7].
- Стюардесса — Консепсьон Гонсалес Гонсалес (исп. Gonzalez Gonzalez (Concepcion)). Родилась 5 сентября 1944 года в Мадриде, не замужем. В авиакомпании Iberia с 1 марта 1973 года[7].

### Convair 990 Coronado
Convair 990-30A-5 (CV-990A (30A-5)) с серийным номером 10-22 (встречается также вариант 30-10-22) был выпущен в 1962 году и изначально получил регистрационный номер N5610, после чего 16 апреля 1962 года поступил к заказчику — американской авиакомпании American Airlines. В 1967 году самолёт был продан испанской авиакомпании Spantax, в которую прибыл 19 февраля того же года. 28 февраля после перерегистрации получил новый номер — EC-BJC. В период с 1 апреля по 31 декабря 1967 года эксплуатировался в другой испанской авиакомпании — Iberia, после чего вернулся в Spantax. На нём были установлены четыре турбовентиляторных двигателя General Electric CJ805-23. Наработка составляла 24 775 часов, в том числе 1108 циклов (посадок) после последнего капитального ремонта. Последняя проверка проводилась в аэропорту Барахас перед вылетом в роковой рейс.
Экипаж самолёта состоял из двух пилотов, бортинженера и пяти стюардесс (бортпроводников):
- Командир воздушного судна — Хосе Антонио Аренас Родригес (исп. Arenas Rodriguez (José Antonio)). Родился 25 марта 1933 года в Барселоне, женат, отец троих детей. В авиакомпании Spantax с 20 мая 1966 года. 2 апреля 1967 года был квалифицирован на второго пилота CV-990, а 8 июля 1969 года — на командира CV-990. Общий стаж в должности пилота 8555 часов 24 минуты, в том числе 3252 часа 7 минут в ВВС. Налёт на CV-990 — 4681 час 5 минут, включая 188 часов 40 минут за последние 5 месяцев. В Великобританию через Нант с начала 1972 года летал 24 раза, в том числе 1 раз после внедрения системы RAC-7[7]. Отдых перед полётом составил 34 часа[10].
- Второй пилот — Эстебан Сааведра Мартинес (исп. Saavedra Martinez (Esteban)). Родился 8 сентября 1933 года в Ла-Лагуне (Канарские острова), женат, отец восьмерых детей. В авиакомпании Spantax с 4 апреля 1966 года. Квалификацию второго пилота CV-990 получил 29 июня 1972 года. Общий стаж в должности пилота 9501 час 47 минут, в том числе 3060 часов 30 минут в ВВС. Налёт на CV-990 — 1790 часов 16 минут, включая 320 часов 54 минуты за последние 5 месяцев. В Великобританию через Нант с начала 1972 года летал 16 раз, в том числе 1 раз после внедрения системы RAC-7. Отдых перед полётом составил 9 с половиной часов[10].
- Бортинженер — Хосе Мария Гонсалес Сараус Навас (исп. Gonzalez Zaraus Navas (José Maria)). Родился 6 марта 1935 года в Толедо, женат, отец троих детей. В авиакомпании Spantax с 8 апреля 1967 года. Квалификацию на CV-990 получил 9 апреля, 1969 года. Общий налёт 5093 часа 31 минуту. Отдых перед полётом составил 33 часа 45 минут[10].
- Старшая стюардесса — Пилар Сарагоса Рамос (исп. Zaragoza Ramos (Pilar)). Родилась 12 ноября 1942 года в Сарагосе, не замужем. В авиакомпании Spantax с 4 июня 1965 года[10].
- Стюардесса — Долорес Руис Фернандес (исп. Ruis Fernandez (Dolores)). Родилась 17 февраля 1953 года в Севилье, не замужем. В авиакомпании Spantax с 22 июня 1972 года[4].
- Стюардесса — Кармен Дель Рио (исп. Del Rio (Carmen)). Родилась 20 апреля 1951 года в Мадриде, не замужем. В авиакомпании Spantax с 20 мая 1972 года[4].
- Стюардесса — Исабель Хиль Феррер (исп. Gil Ferrer (Isabel)). Родилась 5 августа 1952 года в Леоне, не замужем. В авиакомпании Spantax с 9 апреля 1971 года[4].
- Стюардесса — Кэти Карлсон (швед. Carlson (Kathy)). Родилась 27 мая 1947 года в Карлскруне (Швеция), не замужем. В авиакомпании Spantax с 24 марта 1971 года[4].

## Катастрофа
20 февраля 1973 года во Франции началась незаконная забастовка гражданских авиадиспетчеров, которые требовали увеличения пенсионного пособия, а также разрешения на проведение забастовок, так как в 1964 году был принят указ, который запрещал им проводить забастовки. В этих условиях для управления воздушным движением в небе над Францией указом от 24 февраля были привлечены военные диспетчера, которые с 26 февраля начали работать за гражданских. Контроль за движением в небе выполнялся с использованием системы RAC-7, которая позволяла выполнять пересечения самолётов с временным интервалом 10 минут. В день происшествия по данным ближайших метеостанций небо в регионе был покрыто перистыми облаками с разрывами (облачность 7 из 8 окт), нижняя граница которых была 7500 метров, температура воздуха 13 °C.
DC-9 выполнял пассажирский рейс IB-504 из Пальмы (Испания) в Лондон (Великобритания) и в 11:24 с 61 пассажиром и 7 членами экипажа на борту вылетел из аэропорта Пальма-де-Мальорка. В 12:19, следуя на эшелоне 310 (9,4 км) по воздушному коридору W132 (Коньяк — Нант), экипаж первый раз вышел на связь с диспетчерским центром Марина (фр. Marina, Мон-де-Марсан). В 12:25 экипаж доложил, что рассчитывает прохождение Нанта в 12:52. В 12:32 по просьбе своих коллег из диспетчерского центра Менгир (фр. Menhir, Брест), диспетчер в Марине дал указание рейсу 504 снизиться и занять эшелон 290 (8,8 км). В 12:36 экипажу было дано указание переходить на связь с центром Менгир. В 12:41 рейс 504 связался с центром Менгир и доложил о следовании на эшелоне 290, а также уточнённое время прохождения Нанта — 12:54. Это был последний радиообмен с DC-9.
CV-990 выполнял дополнительный рейс BX-400 из Мадрида в Лондон и в 12:01 с 99 пассажирами и 8 членами экипажа на борту вылетел из аэропорта Барахас. В диспетчерские центры Марина и Менгир план его полёта при этом не передавали. В 12:24, следуя по воздушному коридору W187 (Бильбао — Нант — Динар), экипаж попытался в первый раз связаться с центром Марина, но частота была настроена неправильно. После того, как была выставлена правильная частота, в 12:28 экипаж рейса 400 установил связь с Мариной и доложил, что следует на эшелоне 260 (7,9 км) и рассчитывает пройти Нант в 12:52. В 12:30 диспетчер в Марине дал указание рейсу 400 подниматься и занимать эшелон 290. В 12:37 из диспетчерского центра Менгир по телефону сообщили, что почти все эшелоны заняты, а свободен только 290, да и тот разрешено занимать, только если прохождение Нанта будет не раньше, чем в 13:00. В 12:42 диспетчер передал рейсу 400 указание, чтобы тот прошёл Нант в 13:00; экипаж подтвердил получение указания. Однако вскоре экипаж понимает, что снижения скорости недостаточно и Нант будет пройден до указанного времени. В связи с этим в 12:50 с самолёта запрашивают разрешение выполнить разворот на 360°, чтобы удлинить таким образом траекторию полёта до Нанта. Однако связь с Мариной уже была неустойчивой, а связь с Менгиром экипаж ещё не устанавливал, то есть рейс 400 фактически оказался в изоляции. В 12:51 с самолёта доложили на землю, что они начинают выполнять правый разворот.
В 12:52 в 25 километрах юго-восточнее радиомаяка Нанта на эшелоне 290 повернувший уже на 100° «Конвэйр» врезался в «Дуглас». В результате столкновения DC-9 взорвался, а затем, перейдя в вертикальное падение, врезался в землю. Все 68 человек на его борту погибли. У CV-990 произошло разрушение части левой плоскости крыла до первого двигателя (крайний левый), однако управление самолётом всё же сохранилось, хотя и было значительно затруднено.
Немного погодя диспетчер в Менгире связался с коллегами в центре Раки (Тур) и сказал, что наблюдает у себя на экране радиолокатора неизвестный самолёт, следующий по курсу 90°, после чего попросил идентифицировать его. В 12:56 экипаж рейса 400 объявил первый сигнал бедствия «Mayday». Этот сигнал услышал экипаж рейса IB-163, который транслировал его в диспетчерский центр Марина. После этого экипаж теряющего высоту рейса 400 сообщил о намерении совершить посадку в аэропорту Бордо. В это время по направлению из Тура к югу следовал Lockheed T-33 французских ВВС. В 13:07 диспетчеры дали ему указание перехватить терпящий бедствие авиалайнер и провести его к Туру, однако установить связь между собой экипажи обоих самолётов не смогли. В 13:18 рейс 400 установил связь с диспетчерским центром аэропорта Бордо и получил разрешение выполнять заход на посадку. Однако экипаж перепутал аэродромы и начал выполнять заход на военный аэродром Коньяк-Шатобернар. В 13:28 повреждённый CV-990 совершил жёсткую посадку на военном аэродроме, но при самой посадке никаких повреждений не получил. Все люди на борту благополучно эвакуировались по аварийным надувным трапам. Никто из 107 человек на борту не пострадал.

## Причины
По мнению французской комиссии, аварийная ситуация возникла из-за того, что военные диспетчеры  центра Марина дали указание занимать одну и ту же высоту двум рейсам, которые должны были пройти Нант в одинаковое время. Диспетчеры центра Менгир для предотвращения происшествия начали разводить самолёты с интервалом по времени. Однако в результате дистанции между самолётами были меньше нормальных, что в таких условиях требовало полного радиолокационного контроля за всеми самолётами в регионе и безупречной радиосвязи с ними, но эти требования не были соблюдены. К тому же из-за различных задержек, сложностей передачи рейсов от одного диспетчерского центра другому, а также из-за плохой радиосвязи между самолётами и землёй пилоты и диспетчеры начали путаться в ситуации. И в этот опасный момент экипаж самолёта Spantax понял, что не может пройти Нант позже требуемого. Тогда, не зная своего точного местонахождения и не получая разрешения от диспетчера, он начал самовольно выполнять разворот для удлинения маршрута, в ходе которого пересёк траекторию самолёта Iberia. Диспетчеры центра Менгир наблюдали рейс 400 на своих радарах, но не смогли идентифицировать его. Кроме того, если бы между данными рейсом и диспетчерским центром на заключительном этапе существовала радиосвязь, то это позволило бы предотвратить катастрофу.

## Последствия
После катастрофы не менее 16 авиакомпаний прекратили полёты над Францией как минимум на неделю. Французские гражданские авиадиспетчеры прекратили свою забастовку 21 марта 1973 года, причинив отрасли значительный финансовый урон.
В 2,85 км от места столкновения в точке 47°00′45″ с. ш. 1°26′18″ з. д. была установлена памятная стела погибшим в DC-9 борт EC-BII .